# Mycetophila bridgesi
Mycetophila bridgesi är en tvåvingeart som beskrevs av Lane 1963. Mycetophila bridgesi ingår i släktet Mycetophila och familjen svampmyggor. Inga underarter finns listade i Catalogue of Life.